# Góry Raczyńskie
Góry Raczyńskie (gruz. რაჭის ქედი, Raczis Kedi) – pasmo górskie w południowej części Wielkiego Kaukazu, w Gruzji. Najwyższy szczyt, Lebeuris mta, wznosi się na 2862,7 m n.p.m. Góry zbudowane są głównie z wapieni, porfirytów i łupków. Zbocza porośnięte są lasami liściastymi (buk) i iglastymi (świerk, jodła, sosna) oraz łąkami subalpejskimi i alpejskimi. W południowo-zachodniej części pasma znajdują się złoża węgla kamiennego (Tkibuli). Występują zjawiska krasowe.